# 비와

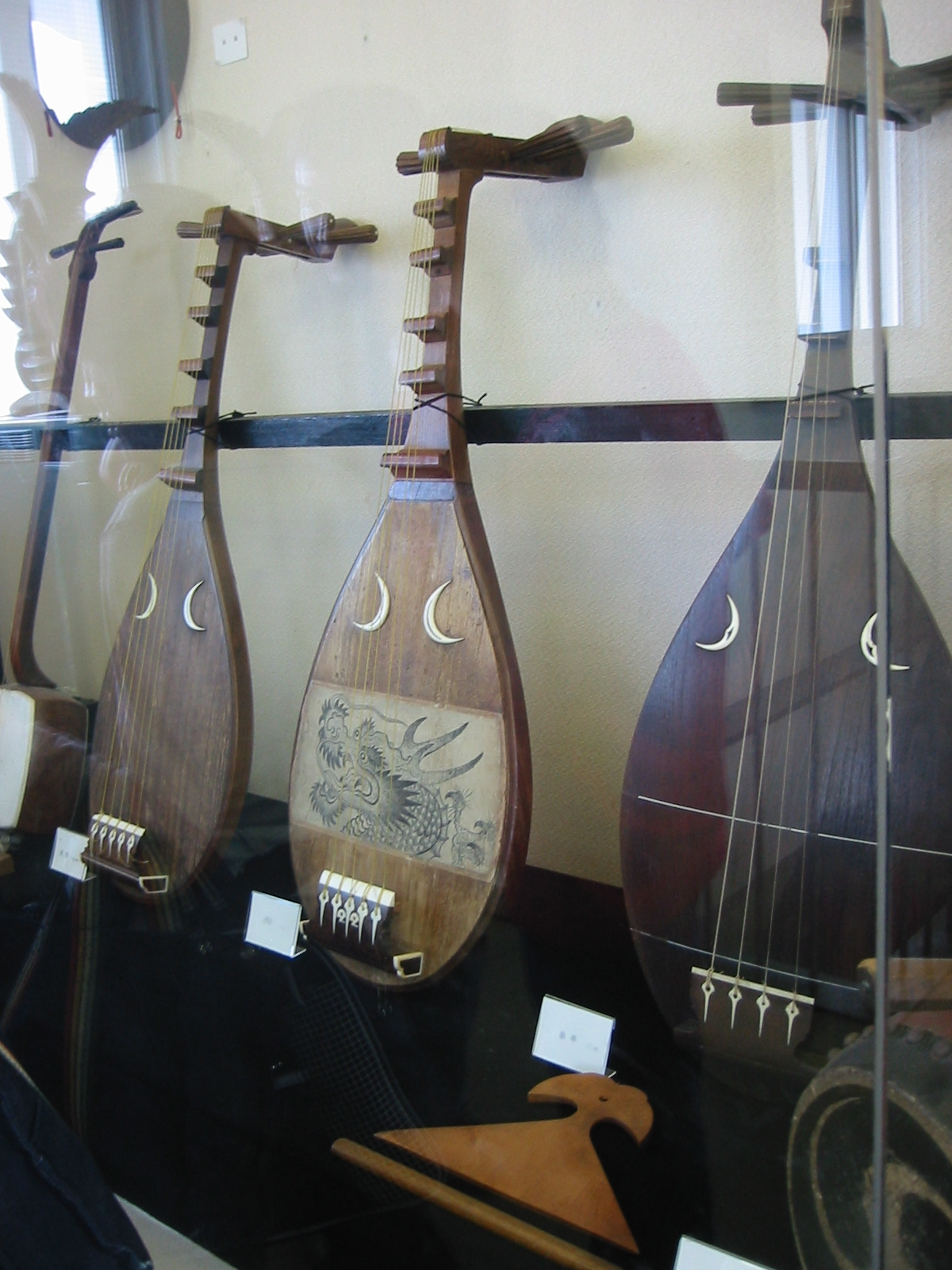
일본의 한 박물관(岐阜城 資料館)에 전시된 비파들

비와(琵琶)는 서양의 류트족(lute族)의 악기와 비슷하며 중국에서는 피파(중국어: 琵琶, 병음: pípá), 한국에서는 비파라고 부르는 동양의 고유 악기이다.

## 종류
일본의 비와 음악인 비와가쿠에는 여러 가지 종류의 비와가 쓰인다.

#### 가쿠비와
가쿠비와(楽琵琶)는 가가쿠(雅樂)의 관현합주(管絃合奏)에 쓰이는 것으로 4현이다.

#### 모소비와
모소비와(盲僧琵琶)는 맹인인 중(僧)이 지신경(地神經)을 부르며 기원할 때 반주로 사용하는 비와의 일종이다. 이것은 눈먼 중이 가지고 다니기에 편리하게 가쿠비와보다 비교적 작다. 모소비와는 사쓰마모소비와와 지쿠젠모소비와의 2가지가 있다. 사쓰마모소비와는 3현(絃) 6괘이고, 지쿠젠모소비와는 4현 5괘이다. 후에는 사쓰마 지방에서는 사쓰마비와, 지쿠젠 지방에서는 지쿠젠비와를 그대로 사용하였다.

#### 사쓰마비와
사쓰마비와(薩摩琵琶)는 규슈(九州)의 사쓰마 지방에서 창시된 비와우다(琵琶歌)의 반주에 사용하는 비와(琵琶)로 비와우다의 명칭으로도 쓰인다. 가쿠비와에 비하여 지판(指板)의 부분이 길고 괘가 높은 것이 다른 점이다. 4현 4괘의 것과 5현 5괘의 것이 있다.

#### 지쿠젠비와
지쿠젠비와(筑前琵琶)는 메이지 시대에 새로 만든 비와우다의 반주에 사용하는 비와로 음악의 명칭이기도 하다. 이 악기는 작고 그 바치(撥)도 기다유의 샤미센 바치같이 비교적 작다.

## 같이 보기
- 비파
- 피파 (악기)